# Wilhelm Oxenius
Pour les articles homonymes, voir Oxenius.
Wilhelm Oxenius, né le 9 septembre 1912 à Cassel, est un officier supérieur allemand de la Wehrmacht pendant la Seconde Guerre mondiale. Il sera, après la Seconde guerre mondiale, un des cadres du réseau d'espionnage Gehlen puis du B.N.D. Il est décédé le 13 août 1979.

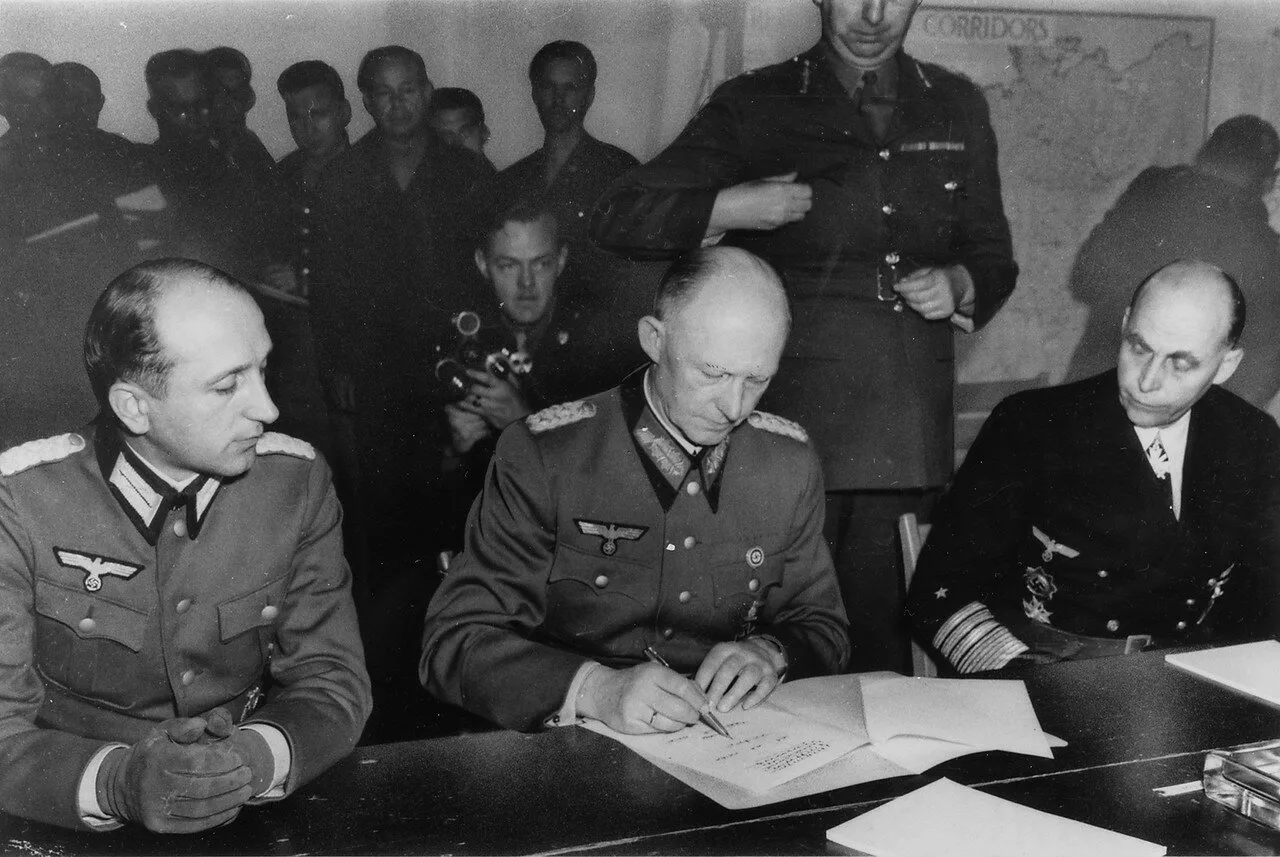
Oxenius (à gauche), interprète et aide de camp du Generaloberst Alfred Jodl, lors de la signature de l'acte de reddition le 7 mai 1945. Au centre en train de signer, Jodl et, à droite, le Generaladmiral Hans-Georg von Friedeburg.

## Biographie
Oxenius , après l'obtention de son « Abitur » (équivalent du baccalauréat français), effectue des études supérieures de langue et littérature allemande. Diplômé, il entre dans l'armée allemande en tant qu'officier interprète, avant 1939. 
En juin 1944, il est officier d'état-major dans le Panzergruppe West en France. Il est ensuite promu au grade de Major (commandant), nommé aide de camp et officier de liaison du Generaloberst Alfred Jodl, chef de la conduite des opérations militaires au Haut Commandement de la Wehrmacht.
Oxenius est connu pour avoir participé, en tant qu'interprète pour le Haut Commandement allemand, à la signature de la capitulation allemande à Reims le 7 mai 1945, accompagnant le général Jodl et l'amiral Hans-Georg von Friedeburg.
Il a été prisonnier de guerre du 10 mai 1945 au 3 janvier 1948.
Après sa libération, il est employé dans le réseau d'espionnage mis en place par le futur général Gehlen, en zone occidentale allemande, sous contrôle de la C.I.A . Il a été le chef de la sécurité de l'organisation Gehlen.   
Lors de la création en avril 1956 par le gouvernement fédéral allemand du Bundesnarichtendienst, qui a succédé au réseau Gehlen  il sera également un des cadres de ce service .  
Fin 1951, il publie un ouvrage sur le poète anglais Matthew Arnold.

## Écrits
- Das Meer als Gleichnis bei Matthew Arnold [« La mer en tant que représentation chez Matthew Arnold »], Tübingen, 22 décembre 1951[2].